# 보쌈

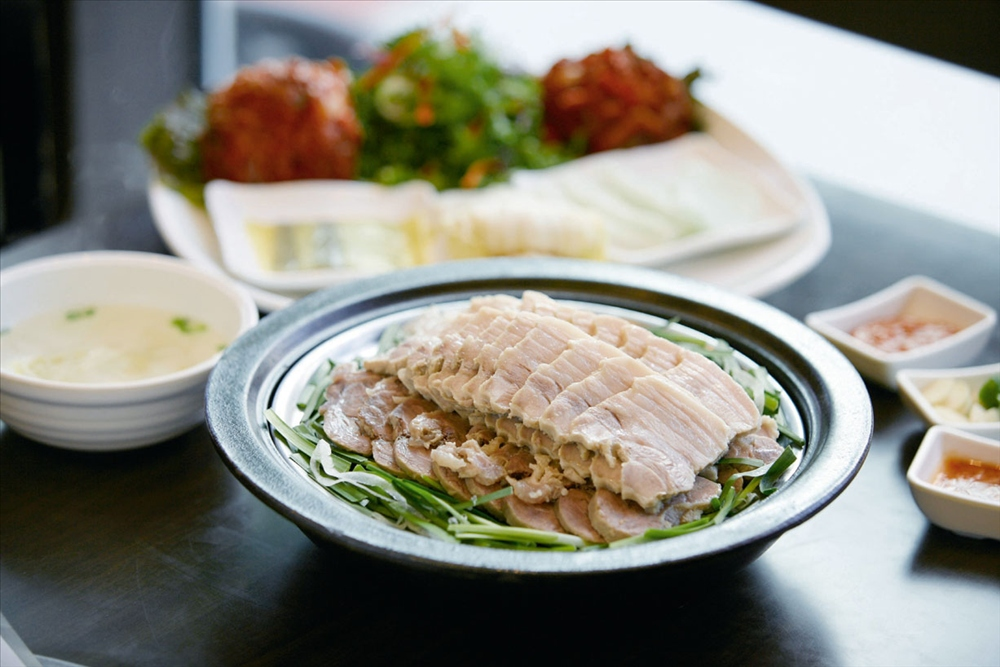
보쌈

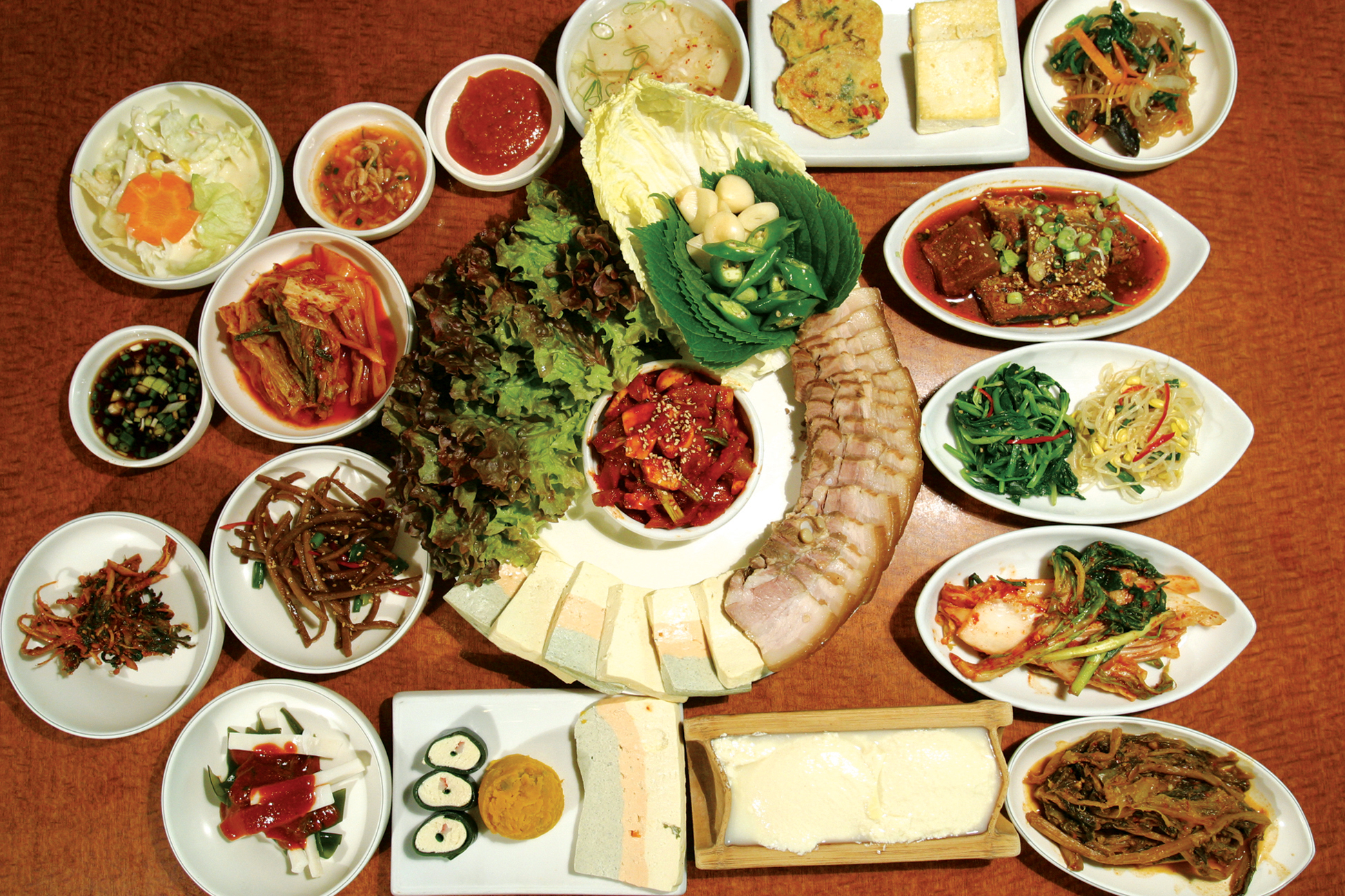
보쌈 상차림

보쌈(영어: bossam)은 쌈의 일종으로서 돼지고기를 삶은 수육(삶아서 물기를 뺀 고기)에 상추나 절인 배춧잎으로 쌈을 해서 먹는 한국 요리다. 대개 소, 중, 대 등으로 양을 구분해 판매한다. 한국인이 소주를 마실 때 많이 찾는 요리 중 하나다. 본래 고기를 삶아 피와 기름을 빼서 먹는 것이 보쌈고기의 가장 큰 특징과 일부 체인점에서는 기름맛을 내기 위해 삶지 않고 찌기도 한다. 참고로 보쌈의 보는 한자어로 보자기(포대기)를 의미한다.
돼지고기를 삶을 때에는 생강을 이용해서 고기 자체의 비린내를 제거하는데 맛을 좋게 하기 위해 여러 가지 한약재, 무, 양파 등을 같이 넣어 삶기도 한다.
 보쌈을 먹을 때에는 쌈장을 찍어서 상추와 깻잎에 싸 먹는다. 새우젓을 함께 찍어 먹기도 하며, 무말랭이 따위가 함께 나오는 것도 흔한 편이다. 굴을 함께 낸 굴보쌈도 있다.
대한민국에는 많은 보쌈 요리 체인점이 있으며, 서울특별시 종로구 종로3가 인근에는 보쌈 골목이 있다.

## 같이 보기
- 족발 (요리)
- 쌈